# Paul Dubois (Diplomat)
Paul Dubois (* 1943 in Saint-Jean-sur-Richelieu, Québec) ist ein ehemaliger kanadischer Diplomat.

## Leben
Dubois erwarb 1969 einen BA am Priesterseminar St. Hyacinthe, 1973 einen Bachelor of Civil Law (BCL) an der McGill University. 1973 trat er in den auswärtigen Dienst. Dubois war an den Botschaften in Bangkok, Bonn und Abidjan akkreditiert. Von 1990 bis 1994 war er Stellvertreter des Repräsentanten der kanadischen Regierung bei den Vereinten Nationen in Genf. Von 1992 bis 1994 war er auch Stellvertreter des Ständigen Vertreters Kanadas bei einer Abrüstungskonferenz. Von 1997 bis 2001 war er kanadischer Botschafter in der Republik Österreich und Repräsentant der kanadischen Regierung bei der Organisation für Sicherheit und Zusammenarbeit in Europa sowie den weiteren internationalen Organisationen in Wien.
Im Außenministerium in Ottawa, wurde er in der Rechtsabteilung beschäftigt, die er von 1986 bis 1990 leitete. Von 1994 bis 2001 leitete er die Abteilung Westeuropa. Von März bis Juli 2001 leitete er die Abteilung Europa, Naher Osten und Nordafrika. Von Juli 2001 bis August 2004 war er Assistent des Staatssekretärs im Außenministerium.